# Ross Turnbull
Ross Turnbull (* 4. ledna 1985 Bishop Auckland) je bývalý anglický profesionální fotbalový brankář, který svoji hráčskou kariéru ukončil v roce 2017 v dresu anglického klubu Leeds United FC.

## Klubová kariéra
Do Chelsea FC přestoupil v létě 2009 z Middlesbrough FC a podepsal smlouvu na 4 roky. V klubu byl brankářskou trojkou po Petru Čechovi a portugalském brankáři Hiláriovi. Většinu své kariéry strávil na hostováních v různých klubech, které hrají nižší soutěže. Ale i v nich byl většinou brankářská dvojka či trojka. V červnu 2013 mu vypršela smlouva s Chelsea a novou mu klub nenabídl.

## Osobní život
Turnbull je ženatý s manželkou Nikolou. V roce 2008 se jim narodila dcera Maisy.